# ルスタヴェリ劇場
ショタ・ルスタヴェリ記念アカデミック劇場（ショタ・ルスタヴェリきねんアカデミックげきじょう、グルジア語: შოთა რუსთაველის სახელობის აკადემიური თეატრი、グルジア語ラテン翻字: Shota Rustavelis Sakhelobis Akademiuri Teatri）は、ジョージア最大かつ最古の劇場。首都トビリシのルスタヴェリ大通り17番地にある。ロココ様式の装飾が特徴である。1887年に建築され、1921年に詩人ショタ・ルスタヴェリにちなんで現在の名前となった。

## 劇場

劇場の名前のもととなった詩人ショタ・ルスタヴェリ

この劇場の名前は1921年11月25日、ジョージアの国民的詩人であるショタ・ルスタヴェリにちなんで改名された。だが、このルスタヴェリ劇場の歴史は、それ以前から続いている。イリア・チャヴチャヴァゼはこの劇場について「ここは私たちの言語を聞くことができる場所だ。私たちの言葉で活動することができる場所だ」と記述している。
劇場の前身は1879年、演劇協会を結成したイリア・チャヴチャヴァゼ、アカキ・ツェレテリ、ディミトリ・キピアニ、ダヴィト・エリスタヴィ、イヴァネ・マチャベリが集まったことによる。彼らは演劇の発展のための憲章を採択し、上演の場所として宮殿広場の建物を選定した。そして各関係者の尽力により、1879年9月5日に初公演が行われた。演目はバルバレ・ジョルジャゼ脚本の喜劇『私が探していたもの、そして見つけたもの』（監督: ギオルギ・トゥマニシヴィリ）であった。ジョージア域内の劇場の振興のため、イヴァネ・マチャベリはウィリアム・シェイクスピアの戯曲を翻訳した。またダヴィト・エリスタヴィはヴィクトリアン・サルドゥの戯曲『フェドーラ』をジョージア語に訳し、ジョージアの歴史に重ねた物語に編集して発表した。これを機に、劇場を求めるジョージアの人々の熱が高まっていった。この戯曲において主役レヴァン・ヒムシアシヴィリを演じたラド・メスヒシヴィリは後に人民芸術家の栄誉称号を授かった。
1898年、後のルスタヴェリ劇場となる「芸術協会会館」がゴロヴィン通り（現在のルスタヴェリ大通り）にて着工。1901年2月7日の『イヴェリア』紙は次のように報じた。「2月6日午後2時、ゴロヴィン通りに新しく建てられた建物がトビリシ芸術協会によって奉献された」。同年3月5日、アヴクセンティ・ツァガレリの喜劇『ハヌマ』が上演された。
ルスタヴェリ劇場の演出はコテ・マルジャニシヴィリ（1922年–1926年）、サンドロ・アフメテリ（1926年–1935年）、ミヘイル・トゥマニシヴィリ（1958年–1969年）が知られており、1969年以降はテムル・チヘイゼやロベルト・ストゥルアが演出を行った。ルスタヴェリ劇場の舞台ではアレクサンドレ・イメダシヴィリ、ヴァレリアン・シャリカシヴィリ、ウシャンギ・チヘイゼ、ヴェリコ・アンジャパリゼ、アカキ・ホラヴァ、ゴギ・ゲゲチコリ、コテ・マハラゼ、カヒ・カヴサゼ、サロメ・カンチェリ、メデア・チャハヴァ、ジャメル・ガガニゼ、ゴギ・ハラバゼ、ラマズ・チヒクヴァゼといった俳優たちが活躍した。

### 劇団

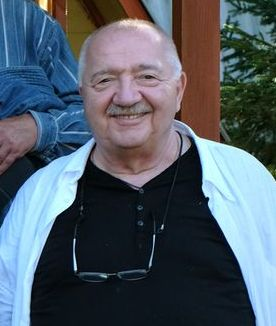
1969年以降、ルスタヴェリ劇場で演出を続けたロベルト・ストゥルア

劇団構成員は次の通り。
座長

演出

花形役者

役者

美術

作曲

## 建物

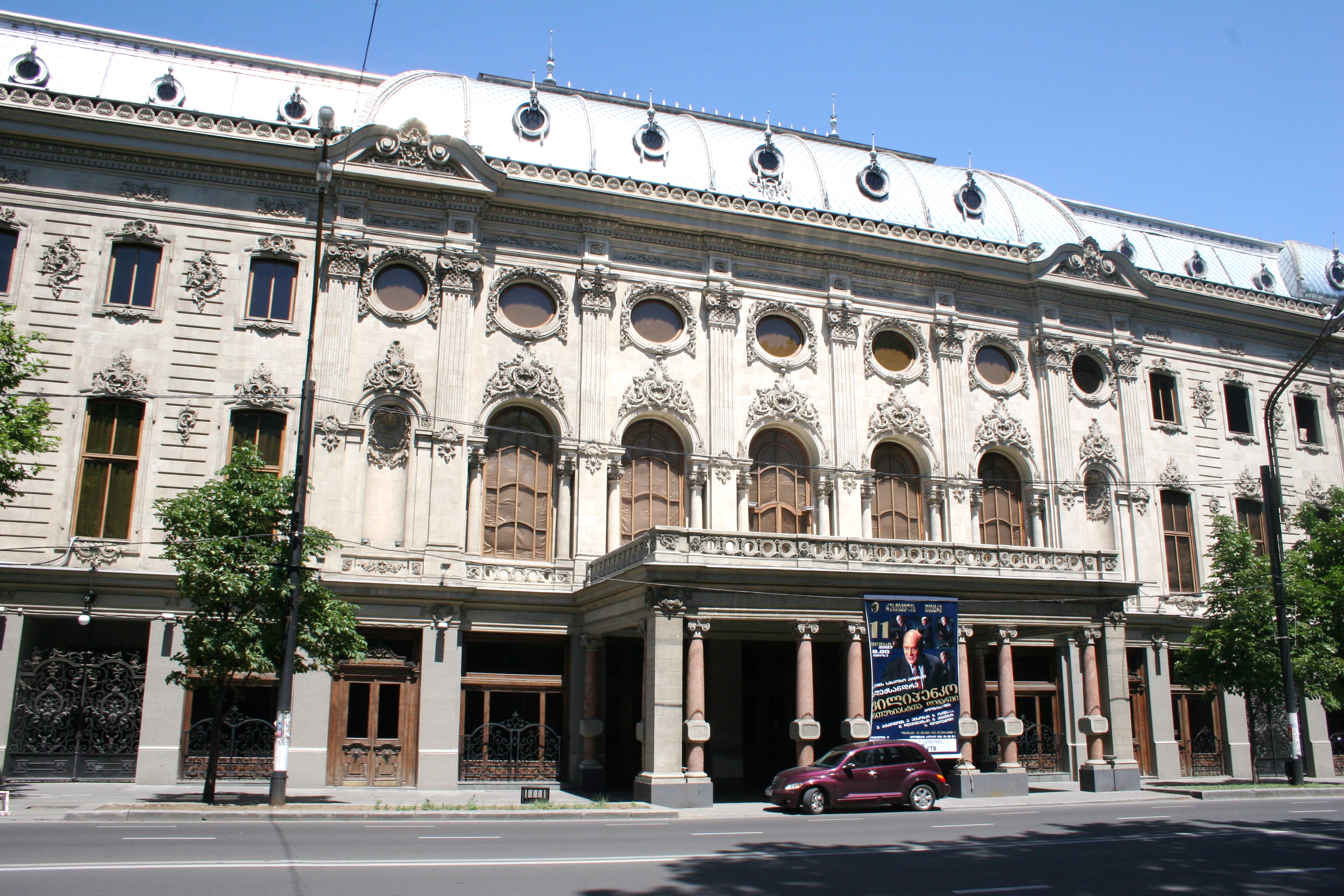
ルスタヴェリ劇場のファサード

ルスタヴェリ劇場（芸術協会会館）の設計は、地元の技師コルニーリイ・タチーシチェフとトビリシ市の建築士アレクサンデル・シムキエヴィチが担当した。施工は「イザヤ・ピトエフ」商会が担った。1898年11月18日に基礎工事を開始。1901年2月7日、『イヴェリア』紙は次のように報じた。「2月6日午後2時、トビリシ芸術協会の大建築物がゴロヴィン通りに完成した」。
後期バロックの建築様式で、ロココ様式の装飾が施された。当初この建物は多目的に使用され、1階が講堂、2階がコンサートホールであった。地下にはレストラン「アノナス」があり、1920年代に青い角の人々が集まるカフェ「キメリオン」に変わった。
1949年6月9日、火災によりルスタヴェリ大通りに面したファサードのみを残して建物が焼失。建物は1年かけて修復された。1970年代、東側のズネラゼ通り（現在のルキアネ・タブカシヴィリ通り）側に7階建ての建物が増築され、役者の楽屋、リハーサルホール、運動室、技術作業室が設置された。1980年代、カフェ「キメリオン」の独特なフレスコ画が一部修復され、ロビー上部にはニコロズ・イグナトヴィ作の『劇場』が設置された。
現在、ルスタヴェリ劇場には最新設備を備えた3つのホール（大ホール778席、小ホール263席、リハーサルホール182席）があり、さらに舞踏室、客室、貴賓室も備わっている。

## 関連文献
- ზ. ბაბუნაშვილი, თ. ნოზაძე, „მამულიშვილთა სავანე“, თბ., 1994
- "საქართველოს ძველი ქალაქები: თბილისი", მეორე გამოცემა, 2006, ISBN 99940-0-923-0